# Sana Klinik Riedlingen
Die Sana Klinik Riedlingen, ehemals Bezirkskrankenhaus Riedlingen, war ein Krankenhaus in Riedlingen, Kreis Biberach. Zum 30. Juni 2020 wurde der stationäre Betrieb eingestellt. Die Klinik gehörte zu den Sana Kliniken Kreis Biberach.

## Geschichte
Am 15. Dezember 1879 wurde in Riedlingen das Bezirkskrankenhaus in Betrieb genommen. Es wurde 1953 neu gebaut.
Ab 2010 wurden vom damaligen Träger Kliniken Landkreis Biberach verschiedene Modelle für die Zukunft der betriebenen Häuser diskutiert. Am 9. April 2012 (Ostermontag) versammelten sich 2000 Personen und bildeten um das Krankenhaus eine Menschenkette, um gegen die geplante Schließung der Klinik und der Einrichtung eines Ambulanzzentrums zu protestieren. 2017 galt die Klinik in ihrem Bestand erneut als gefährdet.
Im Oktober 2019 wurde offiziell bekanntgegeben, dass der stationäre Betrieb der Riedlinger Klinik zum 30. Juni 2020 eingestellt werden soll, da eine tragfähige Fortsetzung nicht möglich war. Begründet wurde die Entscheidung unter anderem mit einer sinkende Auslastung im stationären Bereich, zunehmende Schwierigkeiten bei der Gewinnung von qualifiziertem Fachpersonal für den Standort Riedlingen und einer Benachteiligung kleinerer Krankenhausstandorte mit fehlender Spezialisierung durch gesetzliche Vorgaben – beispielsweise bei Pflegepersonaluntergrenzen, Mindestmengenvorgaben oder Vergütungsabschlägen in der Notfallversorgung.
Zum 30. Juni 2020 wurde der stationäre Betrieb der Klinik eingestellt.

## Einrichtung
Auf dem ehemaligen Klinikgelände befinden sich derzeit folgende ambulante Einrichtungen:
- Augenzentrum
- Chirurgische und Orthopädische Praxis
- Internistische Praxis Sana MVZ Landkreis Biberach
- Medizinische Fußpflege
- Praxis für Allgemeinmedizin
- Praxis für Frauenheilkunde und Geburtshilfe
- Praxis für Hals-, Nasen- und Ohrenheilkunde
- Praxis für Urologie
- Physiotherapiepraxis
- Psychiatrische Institutsambulanz

Am Standort Riedlingen befindet sich außerdem ein Pflegeheim der Sankt-Elisabeth-Stiftung.